# Liste der Kulturdenkmäler in Dambach (bei Birkenfeld)
In der Liste der Kulturdenkmäler in Dambach sind alle Kulturdenkmäler der rheinland-pfälzischen Ortsgemeinde Dambach aufgeführt. Grundlage ist die Denkmalliste des Landes Rheinland-Pfalz (Stand: 12. Juni 2023).

## Einzeldenkmäler
| Bezeichnung | Lage               | Baujahr | Beschreibung                                                                              | Bild            |
| ----------- | ------------------ | ------- | ----------------------------------------------------------------------------------------- | --------------- |
| Schulhaus   | Hauptstraße 1 Lage | 1841    | ehemalige Schule; fünfachsiger, eingeschossiger Krüppelwalmdachbau, 1841, Anbau 1911      | Fotos hochladen |
| Quereinhaus | In der Grub 1 Lage | 1752    | Wohnteil eines ehemaligen Quereinhauses, teilweise Fachwerk, teilweise verschiefert, 1752 | BW              |